# George Bancroft (skådespelare)
George Bancroft, född 30 september 1882 i Philadelphia, Pennsylvania, död 2 oktober 1956 i Santa Monica, Kalifornien, var en amerikansk skådespelare. Hans karriär varade mellan 1925 och 1956.

## Filmografi i urval
- 1927 – Underworld
- 1928 – En natt i hamn
- 1929 – I mörkaste New York
- 1936 – En gentleman kommer till sta'n
- 1938 – Panik i gangstervärlden
- 1939 – Diligensen
- 1939 – Blodigt upplopp
- 1940 – Hjälteskvadronen
- 1940 – Unge Edison
- 1940 – De 4 laglösa
- 1941 – Äventyrare i Texas
- 1942 – Ekot i natten